# Mark Frank Williams
Mark Frank Williams (Cidade do Cabo, 11 de agosto de 1966) é um ex-futebolista sul-africano que atuava como atacante.

## Carreira
Tendo começado no Clarewood AFC, iniciou sua carreira profissional no Jomo Cosmos em 1988, quando já tinha 21 anos de idade. Jogou também por Mamelodi Sundowns, Hellenic e Cape Town Spurs (um dos clubes que formariam o Ajax Cape Town) quando teve sua primeira oportunidade para atuar em um time europeu, no caso, o RWD Molenbeek. Na equipe da Bélgica, Mark Williams disputou 61 partidas e marcou 17 gols em 2 temporadas. Ele ainda passou pelo Wolverhampton Wanderers, tendo marcado 27 gols, com destaque para o que ele fez pela Copa da Inglaterra de 1995-96, contra o Fulham. Pela Premier League, não balançou as redes.

## A curta passagem pelo Corinthians
Em 1996, após deixar o Wolverhampton, Williams surpreendeu ao assinar contrato com o Corinthians, sendo o primeiro - e até hoje, único sul-africano a atuar pelo Timão. Sua passagem pela equipe durou apenas 3 jogos (Bahia, Goiás e Coritiba), todos em novembro. Na estreia, contra o Bahia, substituiu Romerito. Deixou o Corinthians logo após o Campeonato Brasileiro para voltar a seu país natal, onde jogou pelo Kaizer Chiefs.

## Final de carreira
Após deixar o Kaizer Chiefs, jogou no futebol chinês, por Guangdong Hongyuan, Qiánwéi Huándǎo, Shanghai Zhongyuan Huili e Qingdao Hademen, voltando outra vez à África do Sul, desta vez para defender o Moroka Swallows.
Mark Williams encerrou sua carreira em 2003, jogando pelo Brunei M-League, equipe criada pela Associação de Futebol de Brunei para disputar o Campeonato Malaio - na prática, era a Seleção Bruneína quem jogava a competição. Aos 36 anos, o atacante marcou 5 gols em seis partidas.

## Pós-aposentadoria
3 anos após deixar os gramados, Williams chegou a disputar jogos pela Seleção Sul-Africana de Beach Soccer, em dezembro de 2006. Desde então, trabalha como comentarista numa emissora de TV de Joanesburgo.

## Seleção nacional
Pela África do Sul, Williams atuou entre 1992 e 1997, disputando 23 partidas e marcando 8 gols, sendo o mais importante o que deu o título da Copa Africana de Nações de 1996. Participou também da Copa das Confederações de 1997.

## Curiosidades
- Em 2010, Mark Williams declarou que cobrava 25 mil rands (ou R$ 6 mil) para conceder uma entrevista.[3]

## Títulos
África do Sul
- Copa das Nações Africanas: 1996